# Рянкель, Райдо
Райдо Рянкель (эст. Raido Ränkel; 13 января 1990 года, Раквере) — эстонский лыжник и биатлонист, участник Олимпийских игр. Универсал, одинаково успешно выступает и в спринтерских и в дистанционных гонках.

## Карьера
В Кубке мира Рянкель дебютировал 25 января 2009 года, всего принимал участие в 23-х личных гонках в рамках Кубка мира, но ни разу не попадал в тридцатку лучших и кубковых очков не завоёвывал, лучший результат 34-е место в масс-старте на 15 км классическим стилем. Кроме Кубка мира выступает в Скандинавском кубке и Марафонском кубке, в рамках Скандинавского кубка неоднократно попадал в десятку лучших.
На Олимпийских играх 2014 года в Сочи стал 51-м в спринте, 61-м в гонке на 15 км классическим стилем, 10-м в эстафете и 14-м в командном спринте.
За свою карьеру принимал участие в одном чемпионате мира, на чемпионате мира 2013 года занял 57-е место в спринте, 17-е место в командном спринте и 49-е место в масс-старте на 50 км.
По итогам сезона 2018/19 стало известно, что Рянкель перешел в биатлон.
Использует лыжи и ботинки производства фирмы Fischer.